# Rhacophorus edentulus
Rhacophorus edentulusés una espècie de granota que es troba a Indonèsia.